# Pyrgomantis ornatipes
Pyrgomantis ornatipes es una especie de mantis de la familia Tarachodidae.

## Distribución geográfica
Se encuentra en Etiopía.